# Villazala
Villazala település Spanyolországban, León tartományban. Lakosainak száma 596 fő (2024).

## Földrajza
Villazala Regueras de Arriba, Soto de la Vega, San Cristóbal de la Polantera, Villarejo de Órbigo, Bustillo del Páramo, Urdiales del Páramo és Valdefuentes del Páramo községekkel határos.

## Népesség
A település lakosságának változását az alábbi diagram mutatja:
| Lakosok száma | 1037 | 962  | 904  | 844  | 779  | 751  | 693  | 665  | 619  | 596  |
|               | 2001 | 2004 | 2007 | 2009 | 2012 | 2014 | 2017 | 2019 | 2022 | 2024 |